# Bassano Politi

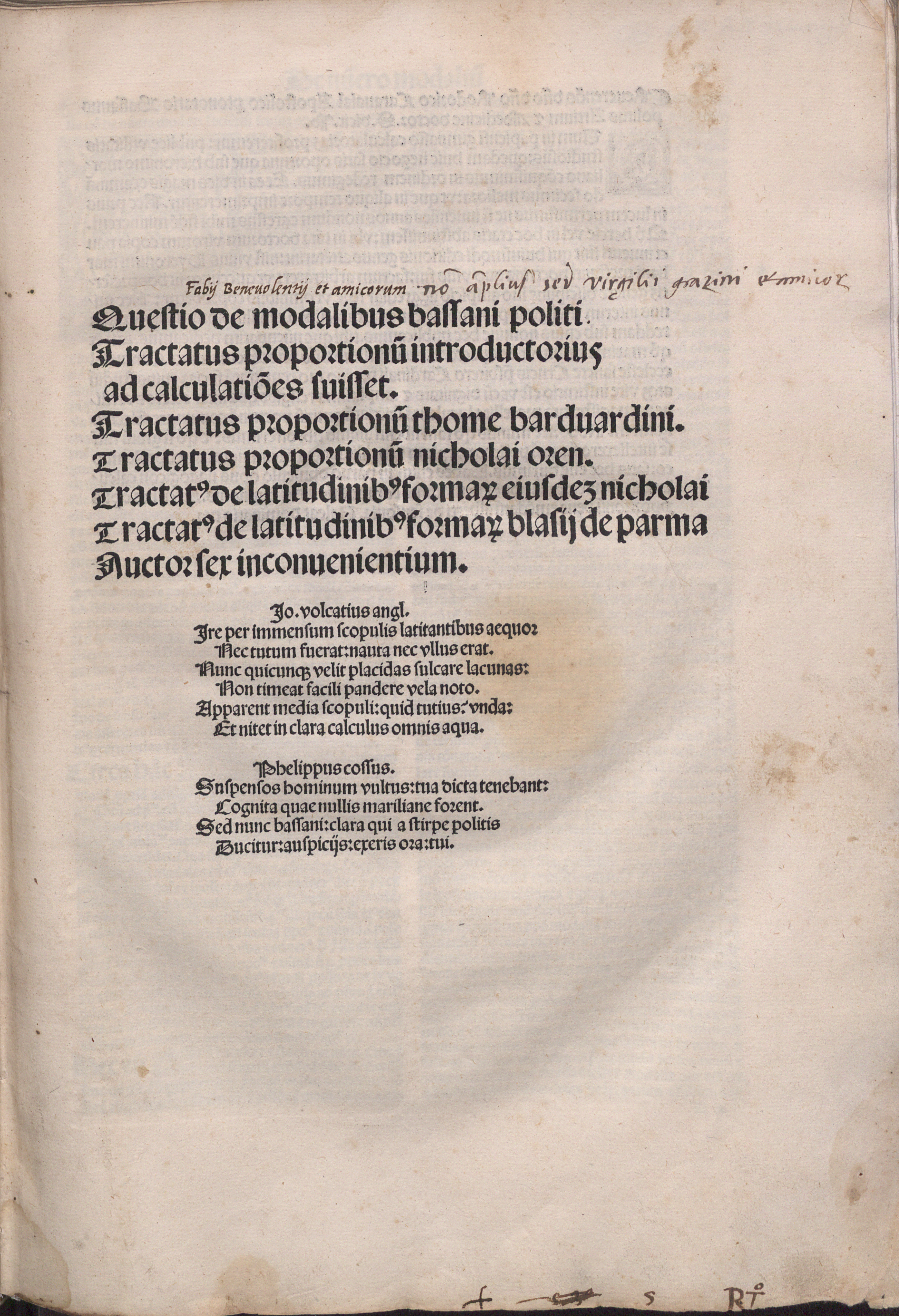
Questio de modalibus, página del título

Bassano Politi fue un matemático italiano del siglo XVI.
Publicó Questio de modalibus, un libro donde recopiló varios tratados medievales de Thomas Bradwardine, Nicolás Oresme, Biagio Pelacani y Giovanni de Casali.

## Obras
- Questio de modalibus (en latín). Venecia: Ottaviano Scoto, Boneto Locatello. 1505.